# Leurospondylus
Leurospondylus ultimus
Genre
Espèce
Leurospondylus est un genre fossile de plésiosaures dont la famille est celle des Elasmosauridae. Selon Paleobiology Database en 2024, ce genre est resté monotypique et la seule espèce est l'espèce type Leurospondylus ultimus.
Leurospondylus vivait dans le Crétacé supérieur (Maastrichtian, environ 70 Ma) en Alberta au Canada. 

## Historique
Le genre Leurospondylus et l'espèce Leurospondylus ultimus sont décrits en 1913 par le paléontologue Barnum Brown,,.

### Fossiles
Selon Paleobiology Database en 2024, ce genre Leurospondylus a une seule collection référencée de fossiles. Cette collection est du Maastrichtien inférieur du Crétacé supérieur, c'est-à-dire date de 70,6 à 66 Ma avant notre ère.

### Répartition
Cette unique collection vient de l'Alberta au Canada.

### Étymologie
Le nom de Leurospondylus vient de deux mots Grec, leuros (λευρός) "lisse" et spondulos (σπόνδυλος) "vertèbre". Le nom de l'espèce type L.ultimus vient du Latin ultimus qui signifie "dernier". Il a été nommé ainsi parce que le genre était la dernière occurrence connue d'un plésiosaure  fossile quand il a été décrit en 1913.

## Description
Le premier Leurospondylus décrit était un juvénile. Le fossile comprenait 12 vertèbres mais l'animal aurait eu le double de ce nombre et aurait été estimé à environ 2 mètres de long en tant que juvénile. Samuel Paul Welles a noté que les vertèbres sont petites et similaires à celles des pliosaures, tandis que les scapulas et les coracoïdes ressemblent à celles des Elasmosauridae, ce qui rend difficile de déterminer à quelle famille il appartient. Il existe certaines spéculations selon lesquelles le spécimen de Leurospondylus est soit un juvénile d'une espèce connue, soit dans son propre groupe taxonomique inconnu jusqu'à présent.

### Publication originale
- [1913] (en) Barnum Brown, « A new plesiosaur, Leurospondylus, from the Edmonton Cretaceous of Alberta », Bulletin of the American Museum of Natural History, vol. 32, no 40,‎ 1913, p. 605-615.